# Наследяване в България през Средновековието
Въпросът за наследяването възникнал едва при разпадането на родовите съсловия, обособяването на отделните семейства и установяването на частната собственост. За наследяването според обичайното право на славяните през най-ранния период няма данни в изворите. През Средновековието имуществото на починалия било наследявано от неговите синове, а дъщерите получавали само зестра. Този установен обичай се запазил до късна епоха – края на XIX век и началото на ХХ век, когато се наложили промени в Закона за наследството в полза на синовете на наследодателя.
След покръстването, редом с обичайните норми, материята за наследяването била уредена и в новото християнско законодателство, предимно в Еклогата. Еклогата възприема пълната и стройна система на римското право в областта на наследяването и установява два начина за наследяване – по закон и по завещание.

## Наследяване по завещание
Завещанието, макар и по-късно явление, има приоритет пред наследяването по закон, тоест при наличие на валидно завещание, в което е посочена волята на завещателя за разпореждане с движимите и недвижимите му имоти, се изпълнява неговата воля. В България този способ за наследяване не е бил особено приложим, въпреки че има сведения, че завещанието всъщност е било известно на средновековния българин. Освен грижата на наследодателя да се разпореди с имуществото си, българите влагали и известен религиозен характер в завещанието си: указания и „заръки“ към наследника си, предпочитания за погребението, отношението към определени лица или институции и пр. Лицата, които нямат право да съставят завещание са: лудите; малолетните, т.е. мъжете под 15 години и жените под 13 години; намиращите се в плен; подвластните (синове и дъщери), с изключение на собствените им вещи; глухите и немите по рождение; попадналите по-късно в този „недъг“, ако са грамотни, могат да завещават „каквото подпишат саморъчно“. Еклогата предвижда както писмена така и устна форма на завещание, но и в двата случая става в присъствието на свидетели. Първоначално се изисквало необходимите свидетели да са седем души, а ако не могат да се намерят толкова, те да бъдат петима или трима; а ако и толкова не се намерят, волята на завещателя е недействителна. При писменото завещание свидетелите се подписват и запечатват, заедно със завещателя, завещанието, но той не е длъжен, освен ако желае, да им съобщи съдържанието му. Завещателят може да направи завещание на лице извън кръга на своите законни наследници. В тези случаи съдиите трябва да проучат и установят причината за това и ако се окаже, че многократно са обиждали своите родители, завещанието следва да се приеме за валидно и тези деца да се изключат от наследството. Всеки наследник, който в рамките на една година не изпълни волята на завещателя също се лишава от наследство. Ако този наследник е чуждо лице или сродник, той се лишава от имуществото, което преминава в останалите наследници, а ако е дете или внук на умрелия – получава само полагаемата му законна част от наследството. Тази законна част е 1/3 част от имуществото, когато децата са до 4, и 1/2 – когато са пет и повече.

## Наследяване по закон
Към наследяване по закон се преминава, когато едно лице не е оставило завещание. Тогава към наследяване се призовават законните му наследници, които са в следните групи:
- Първа група: низходящи наследници, т.е. децата, а също и внуците в случаите, когато децата са умрели преди наследодателя. Децата получават равни дялове от имуществото на родителите с изключение на омъжените дъщери, за които е достатъчно дадената зестра.
- Втора група: родителите, т.е. майката и бащата.
- Трета група: баба и дядо, заедно с пълнокръвните братя и сестри (т.е. тези, които имат един и същ баща и една и съща майка с наследодателя).
- Четвърта група: еднокръвни и едноутробни братя и сестри, т.е. с общ родител – баща или майка.
- Пета група: други съребрени роднини, като по-близките изключват по-далечните.

Ако починалият няма роднини от всички посочени по-горе групи, а има съпруга, тя наследява половината от цялото му имущество, а другата половина се дава на църквата и бедните. Ако починалият няма и съпруга, тогава цялото му имущество като безнаследствено, се дава на църквата или на царското съкровище. Наличието на наследници от всяка предходна група, изключва следващата. Ако наследодателят няма деца от брака и жената умре преди мъжа, той задържа 1/4 от зестрата, а останалата част, т.е. 3/4 се възстановяват на нейните наследници. А ако мъжът умре преди жената и нямат деца, тя получава изцяло зестрата си, както и 1/4 от имотите на мъжа си като нейна законна част. Останалите 3/4 преминават в неговите наследници. Ако има деца от брака и жената умре преди мъжа, то мъжът, т.е. бащата на децата им, става притежател на цялото нейно имущество и поема грижата за децата и управлението на дома. Ако встъпи във втори брак, запазва имотите на жена си докато децата им са малолетни, и им ги предава, когато станат пълнолетни. А ако мъжът умре преди жената, тя, т.е. майката на децата им, получава както собствената си зестра, така и цялото имущество на мъжа (на което прави опис) и поема грижата за децата и управлението на дома. Ако тя встъпи във втори брак, децата имат право да получат бащините имоти, а тя взема само зестрата и предбрачните дарове.

## Права и задължения на наследника
Наследникът, по завещание или по закон, се счита за универсален приемник на своя наследодател, т.е. той става собственик на неговото имущество, носител на неговите права и кредитор на неговите вземания. Той обаче отговаря и за всички дългове на наследодателя си. След като получи известие за оставеното му наследство, наследникът, който знае за дълговете на наследодателя си, следва да опише подробно в присъствието на договорени свидетели наследственото имущество и неговото лично имущество(ако има такова). Той е длъжен с така описаното наследство първо да удоволетвори вземанията на кредиторите и след това да получи остатъка. А ако дълговете са по-големи той отговоря до размера на описаното имущество. Ако не направи опис на собственото си имущество, наследникът отговаря за всички дългове на наследодателя си, дори ако те надхвърлят обема на оставеното имущество. Ако се появят дългове, за които наследникът не е знаел при приемането на наследството, то той под клетва и със свидетели установява оставеното му имущество и отговаря пред кредиторите до обема на това имущество.